# Lâmpada a arco voltaico

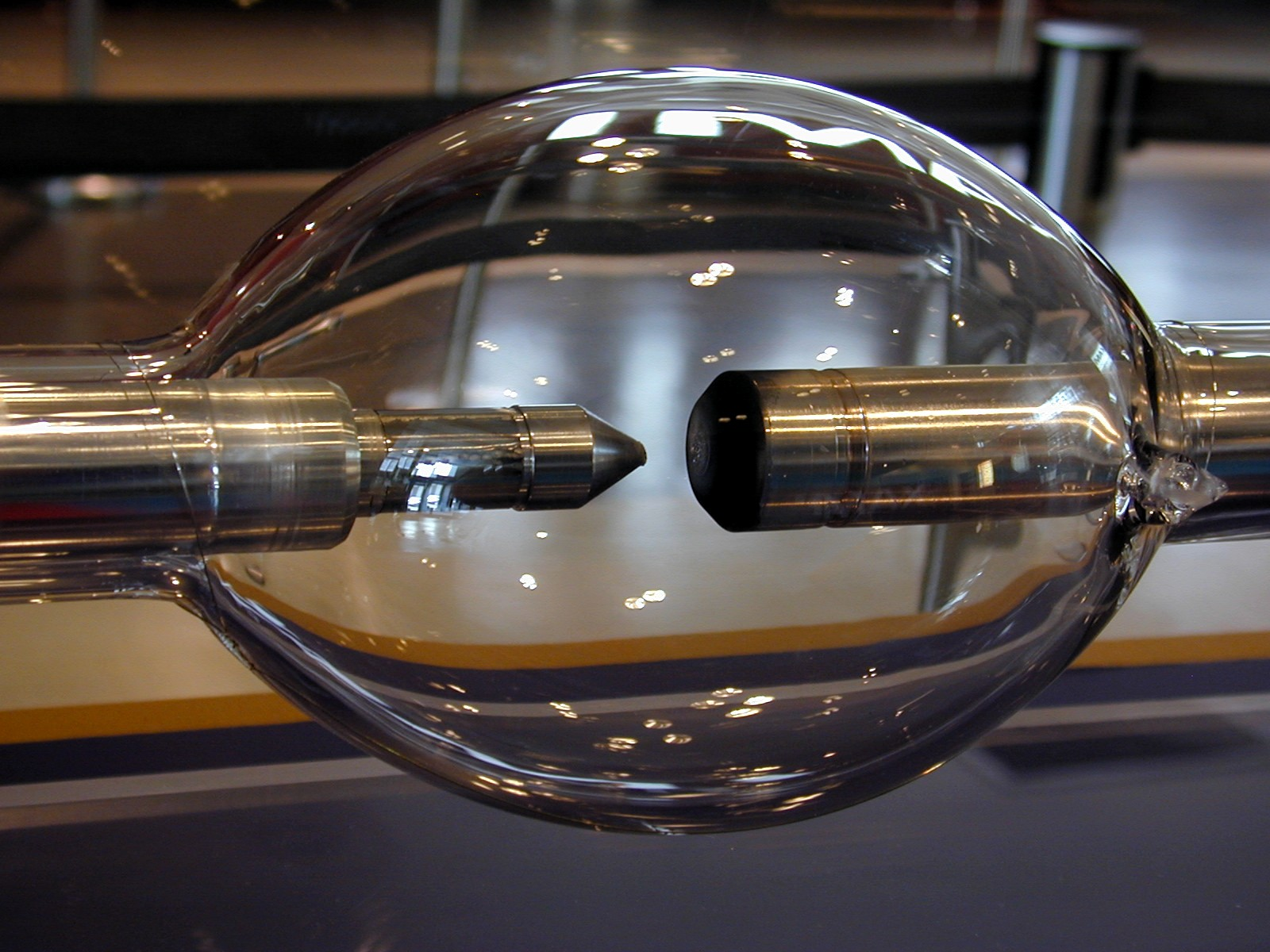
Lâmpada de arco de xénon - 15 kW

A lâmpada a arco voltaico, precursora das modernas lâmpadas de descarga de mercúrio e sódio foi utilizada comercialmente e com eficiência de 1888 até 1920 na iluminação pública e ambientes.
Em projetores cinematográficos, foi utilizada até a década de oitenta, existindo até hoje em cinemas ao redor do planeta.
Em 1858, no farol de South Foreland, na Inglaterra, foi utilizada uma lâmpada de arco voltaico, que não apresentou resultados satisfatórios, pois a queima era inconstante e a vida útil muito curta, exigindo constante manutenção.
A lâmpada de arco voltaico foi inventada no início do século XIX, por volta de 1800 por Humphry Davy. Ele havia descoberto que um circuito elétrico, alimentado por uma potente bateria com dois bastões de carbono pontiagudos nas extremidades em contato mecânico inicial, e após o fechamento do arco, mantida uma distância uniforme, a passagem de corrente elétrica gerava um arco elétrico com alta luminosidade, pois a temperatura do polo positivo chega a 3 700°C, e no polo negativo fica em torno de 2 500°C.
Depois do início do fenômeno, observa-se que o polo negativo toma forma pontiaguda e o polo positivo toma forma de cratera.